# Serradifalco
Serradifalco is een gemeente in de Italiaanse provincie Caltanissetta (regio Sicilië) en telt 6402 inwoners (31-12-2004). De oppervlakte bedraagt 41,5 km², de bevolkingsdichtheid is 154 inwoners per km².
De volgende frazioni maken deel uit van de gemeente: Grottadacqua.

## Demografie
Serradifalco telt ongeveer 2413 huishoudens. Het aantal inwoners daalde in de periode 1991-2001 met 0,3% volgens cijfers uit de tienjaarlijkse volkstellingen van ISTAT.
| Jaar | Inwoneraantal |
| ---- | ------------- |
| 1991 | 6441          |
| 2001 | 6423          |

## Geografie
De gemeente ligt op ongeveer 504 m boven zeeniveau.
Serradifalco grenst aan de volgende gemeenten: Caltanissetta, Canicattì (AG), Montedoro, Mussomeli, San Cataldo.

## Bekende inwoners
- Mark Jansen (ex-After Forever, Epica, MaYaN)
- Laura Macrì (Div4s, MaYaN)